# Seznam avstrijskih rokometašev
Seznam avstrijskih rokometašev.

## B
- Franz Bartl
- Franz Berghammer
- Franz Bistricky
- Franz Brunner

## H
- Johann Houschka

## J
- Emil Juracka

## K
- Ferdinand Kiefler
- Marian Klopcic
- Josef Krejci

## L
- Otto Licha

## M
- Friedrich Maurer

## P
- Anton Perwein
- Siegfried Powolny
- Siegfried Purner

## R
- Walter Reisp

## S
- Alfred Schmalzer
- Alois Schnabel
- Ludwig Schuberth

## T
- Johann Tauscher

## V
- Kristof Vizvary
- Jaroslav Volak

## W
- Leopold Wohlrab
- Friedrich Wurmböck

## Z
- Johann Zehetner